# Горючі корисні копалини

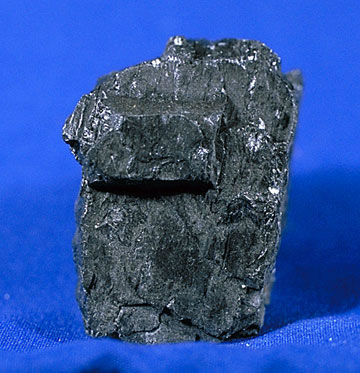
Шматок вугілля — один з видів викопного палива

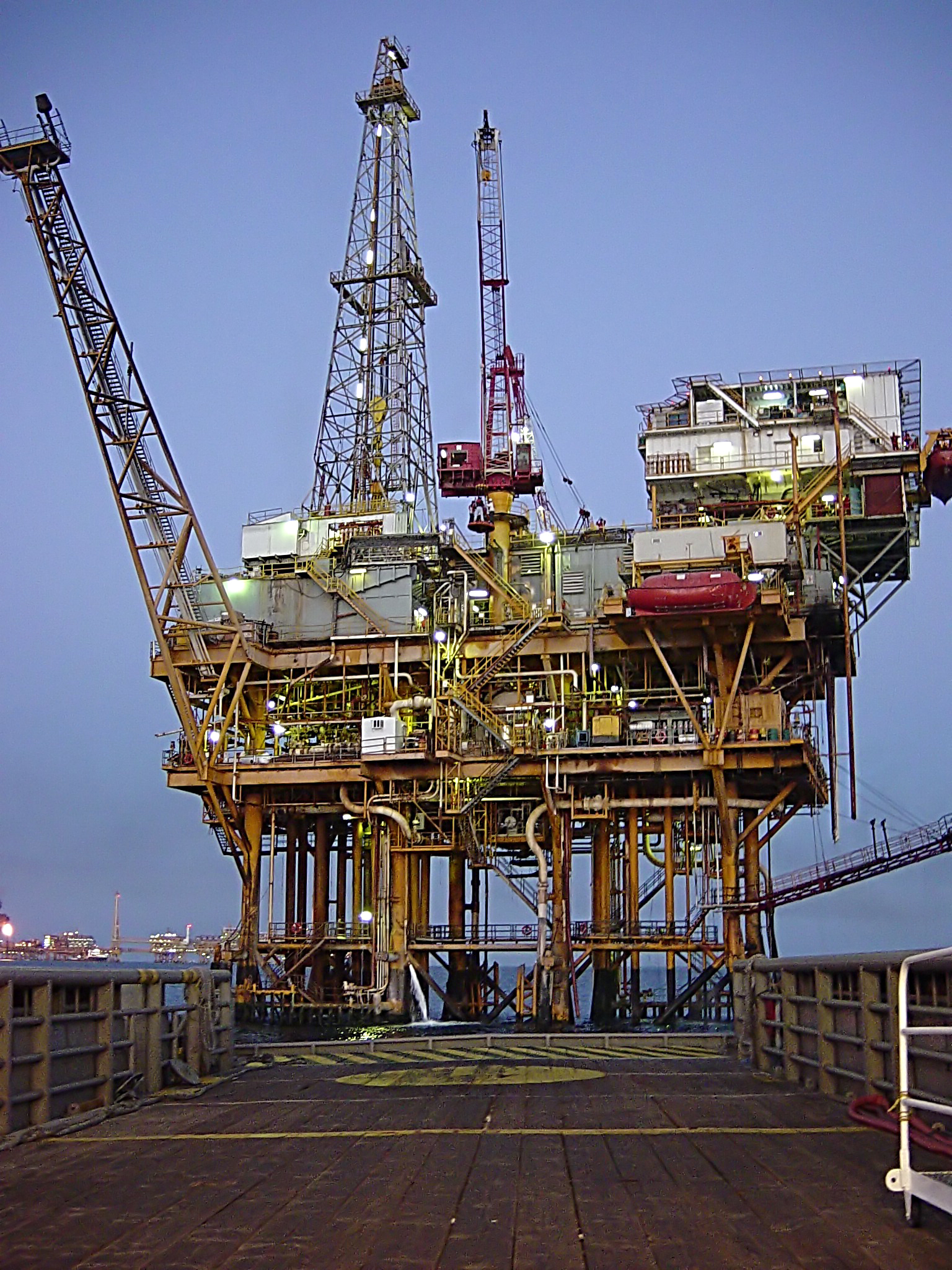
Нафтовидобувна платформа у Мексиканській затоці

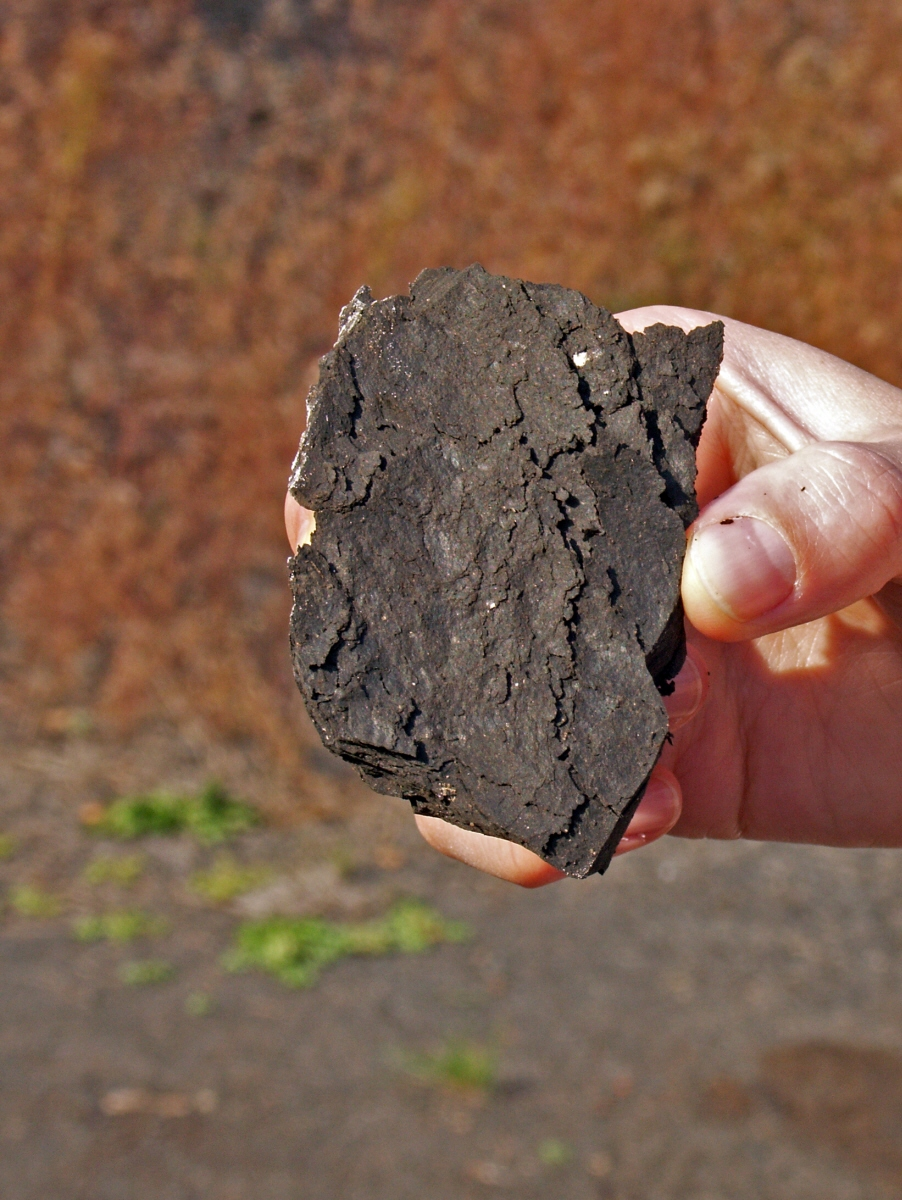
Горючий сланець

Викиди в атмосферу продуктів викопного палива, 1800–2004 роки

Горю́чі кори́сні копа́лини — природні органічні сполуки, що здатні горіти. Їх використовують як джерело теплової енергії. Поширені у природі у твердому (кам'яне та буре вугілля, торф, горючі сланці, сапропеліти), рідкому (нафта, нафтоподібні речовини — рідинні та затверділі — природні асфальти, озокерит, кір тощо) й газоподібному (природні горючі гази) стані.

## Загальний опис
Горючі корисні копалини утворюються в результаті природних процесів, таких як анаеробне розкладання органічних решток, покритих шарами порід. Вік організмів і утвореного з них викопного палива, як правило, становить мільйони років, а іноді перевищує 650 мільйонів років. Викопні види палива містять високий відсоток вуглецю. Вони різняться за процентним складом вуглецю та летких речовин, що варіюється від низького співвідношення вуглець: водень, як у метану, до речовин, що складаються майже з чистого вуглецю, таких як антрацит. Метан виявляється в газових родовищах, видобувається разом з нафтою, а також у вигляді гідрату метану. Викопні види палива утворюються зі скам'янілих решток відмерлих рослин під впливом тепла і тиску у земній корі протягом мільйонів років.
Теорія біогенного походження вперше була висловлена Ґеорґіусом Аґріколою в 1556 році і розвинута Михайлом Ломоносовим у 18 столітті.
Ефективність палива залежить від кількості енергії, яку можна отримати з одиниці його маси, що називається теплотворною здатністю і вимірюється у джоулях на кілограм (Дж/кг). Теплотворна здатність деяких видів палива така:
- торф — 18663 Дж/кг,
- деревини — 19770 Дж/кг,
- бурого вугілля — 27200 Дж/кг,
- кам'яного вугілля — 32100 Дж/кг,
- антрациту — 32560 Дж/кг,
- природного газу — 35600 Дж/кг,
- мазуту — 39200 Дж/кг,
- бензину — 44000 Дж/кг.

Для порівняння запасів і обліку різних палив часто використовують поняття «умовне паливо», де одиниця умовного палива прирівнюється до 1 кг палива з теплотою згоряння 29,3 МДж..
Якщо теплота згоряння досить велика і реакція окислення проходить швидко, утворюється полум'я, що складається з розпеченого вуглекислого газу, азоту, водяної пари і незгорілого палива. Яскравість полум'я залежить від властивостей горючої речовини. Полум'я, що сильно світиться, отримують за присутності твердих частинок, як вугілля. У ряді випадків полум'я штучно підсвічують, вводячи в нього надлишкове паливо, що дозволяє збільшити тепловіддачу від факела до кладки печі або матеріалу, що нагрівається.
Горючі корисні копалини належать до невідновлюваних ресурсів, оскільки їх формування триває мільйони років, а запаси виснажуються значно швидше, ніж утворюються нові. Видобування та використання викопних видів палива призводить до екологічних проблем. Глобальний рух за створення відновлюваної енергетики спрямований на зменшення попиту на викопне паливо.
Спалювання горючих корисних копалин виробляє близько 21,3 гігатонн двоокису вуглецю (CO2) на рік, хоча природні процеси можуть поглинути лише близько половини цього обсягу. Це призводить до чистого збільшення викидів CO2 на понад 10 млрд тонн щорічно.
Вуглекислий газ є одним із парникових газів, що підвищує радіаційний вплив і сприяє глобальному потеплінню, через що середня температура Землі зростає. Більшість вчених-кліматологів передбачає серйозні негативні наслідки цього явища.

## Характеристика викопних видів палива
Горючі корисні копалини складаються з горючої маси (вуглець, водень, кисень, сірка) та баласту (золи). Згідно з даними Управління з енергетичної інформації (англ. Energy Information Administration — незалежне агентство федеральної статистичної системи США), у 2007 році як первинні джерела енергії використовували: нафта — 36,0 %, вугілля — 27,4 %, природний газ — 23,0 %. Частка викопного палива становила 86,4% від усіх джерел первинної енергії у світі. Серед невикопних джерел енергії: гідроелектростанції — 6,3 %, ядерна енергія — 8,5 %, інші (геотермальна, сонячна, припливна, вітрова, спалювання деревини та відходів) — 0,9 %.

### Нафта
Нафта (від грец. ναφθα; лат. petroleum, від грец. Πέτρα — камінь) — горюча корисна копалина, складна суміш вуглеводнів різних класів з невеликою кількістю органічних кисневих, сірчистих і азотних сполук, що являє собою густу оліїсту рідину. Забарвлення в неї червоно-коричневе, буває жовто-зелене і чорне, іноді зустрічається безбарвна нафта. Нафта має характерний запах, легша за воду, у воді нерозчинна.

### Вугілля
Вугілля або викопне вугілля (англ. fossil coal) — тверда порода, горюча копалина, утворена шляхом вуглефікації рослинних залишків без доступу кисню. Викопне вугілля — переважно чорна, блискуча, тьмяно-блискуча, матова речовина, що характеризується різними відтінками кольору і блиску, різною текстурою (землистою, шаруватою, монолітною) та структурою (смугастою, штриховою, однорідною тощо) та поверхнею зламу (зернистою, гладенькою, напівраковинною), різною тріщинністю з плитчастою, кутасто-грудкуватою та ін. ознаками; поодинокими включеннями вуглефікованих фрагментів різних частин рослин; прошарками осадових порід та мінеральних включень. У складі викопного вугілля виділяють фітерали (залишки рослинного матеріалу) та мацерали (вуглеутворюючі компоненти). Колір — від бурого до чорного. Густина 1,2–1,7. Виділяють гумоліти (кам'яне вугілля, буре вугілля та антрацити), сапропеліти й сапрогумоліти. Викопне вугілля — один з найпоширеніших видів корисних копалин, що виявлені на всіх континентах земної кулі.

### Горючі сланці
Горючі сланці (англ. petroliferous shale; oil (bituminous) shale) — тверді горючі корисні копалини, осадові породи, що містять переважно аквагенну органічну речовину (вимерлих морських і озерних тварин, альгу тощо), що ріднить їх з нафтою. Горючі сланці — осадові (глинисті, вапнякові та піщанисті) гірські породи карбонатно-глинистого (мергелистого), глинистого або кременистого складу, що містять 10–50%, рідше до 60% органічної речовини (керогену), сингенетичної з осадонакопиченням. Зазвичай, це рештки найпростіших водоростей. Залежно від переважання в них мінеральних речовин, сланці забарвлені в різний колір — темно-сірий, жовтий, коричневий і чорний. В грудках всі сланці є досить твердими і щільними утвореннями, що іноді розшаровуються на плитки. Горючі сланці, крім того, легко спалахують і горять полум'ям, що коптить. Сланцевий газ і нафтоподібна рідина, умовно звана сланцевою нафтою, добуваються з горючих сланців.

### Природний газ
Природний газ (англ. natural gas) — суміш газів, що утворилася в надрах Землі при анаеробному розкладанні органічних речовин. Зазвичай, це суміш газоподібних вуглеводнів (метану, етану, пропану, бутану тощо), яка утворюється в земній корі та яку широко використовують як високоекономічне паливо, а також, як сировину для отримання багатьох органічних сполук. Природний газ часто є побічним газом при видобутку нафти. Природний газ у пластових умовах (умовах залягання в земних надрах) перебуває в газоподібному стані у вигляді окремих скупчень (газові поклади) або у вигляді газової шапки нафтогазових родовищ — це вільний газ, або в розчиненому стані в нафті чи воді (у пластових умовах). За нормальних умов перебуває лише в газоподібному стані. Також природний газ може перебувати у вигляді кристалічних природних газогідратів.

### Торф
Торф (англ. peat) — органічні частково мінералізовані відклади, які формуються в умовах застійного надмірного зволоження із залишків розкладання болотних рослин (трав, мохів та деревини) і мінеральних речовин. Містить 50-60% вуглецю. Використовують комплексно як паливо, добриво, теплоізоляційний матеріал тощо. Усі торф'яники зазвичай дуже заводнені й заболочені. Для боліт характерним є відкладення на поверхні ґрунту органічної речовини, що розклалася неповністю й перетворюється на подальшому в торф. Шар торфу в болотах становить не менше 30 см (якщо менше, то це вважається заболоченими землями).

## Поклади
Доведені запаси викопного палива станом на 2005–2006 роки були наступними:
- Викопне вугілля: 905 000 000 000 метричних тонн[10], або 4416 млрд барелів (702,1 км³) у перерахунку на нафтовий еквівалент;
- Нафта: 1119 млрд барелів (177,9 км³) чи 1317 млрд барелів (209,4 км³) у нафтовому еквіваленті[11];
- Природний газ: 6,183—6,381 трильйона кубічних футів (175–181 трильйонів м³)[11] або 1161 млрд барелів (184,6×109 м³) у перерахунку на нафтовий еквівалент.
- Горючий сланець: близько 650 трлн т.

## Видобування

Види покладів горючих корисних копалин та методи їх видобування

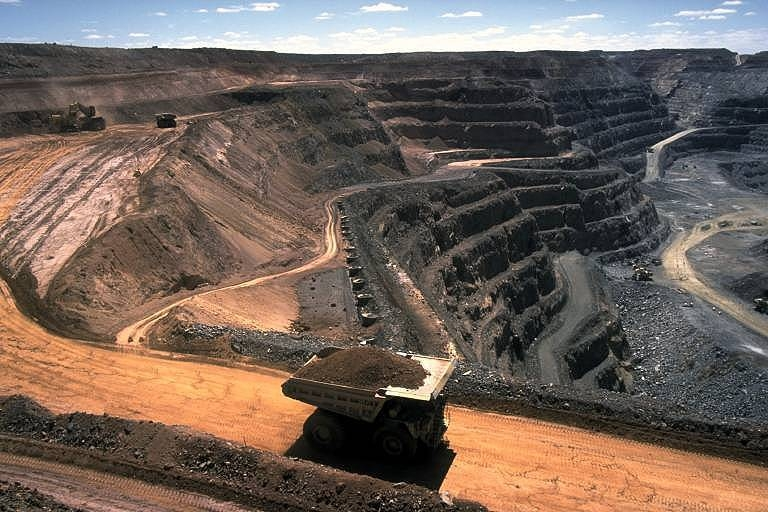
Видобування вугілля відкритим способом (вугільний розріз)

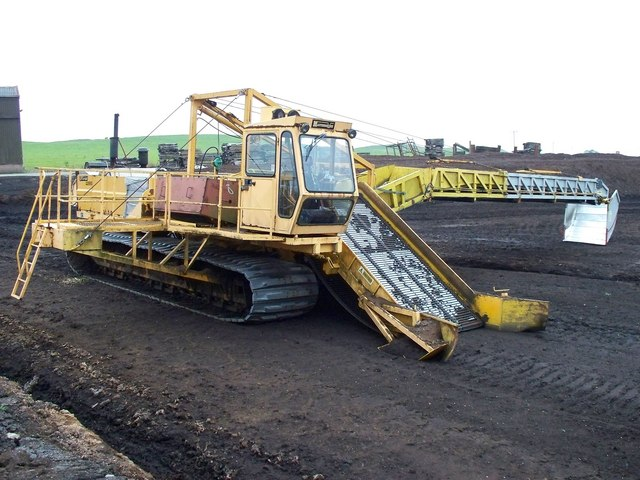
Торфовий комбайн

### Нафтовидобування
Нафтовидобування (англ. oil production) — технологічний процес видобування нафти і супутніх нафтових газів із земних надр, збирання цих продуктів і попереднє очищення їх від води та твердих домішок. Основні способи нафтовидобування:
- фонтанний (з використанням природного фонтанування нафти);
- компресорний;
- глибинонасосний (найпоширеніший — із застосуванням занурених у бурову свердловину штангових та інших насосів).

З видобутої нафти в сепараторах відокремлюють супутній газ і тверді домішки, на спеціальних установках її зневоднюють і знесолюють, після чого перекачують по нафтопроводах за призначенням.

### Видобування вугілля
Для видобування вугілля з великих глибин здавна використовують шахтовий метод. Найглибші вугільні шахти сягають відміток до 1500 метрів. У вугленосних відкладеннях поряд з вугіллям містяться інші значущі георесурси. До них належать породи, що є сировиною для будіндустрії, підземні води, метан вугільних пластів, рідкісні хімічні елементи, у тому числі цінні метали та їх сполуки. Поряд із оснащенням механічним інструментом виконавчих органів очисних і прохідницьких комбайнів для відбійних робіт спостерігається постійне зростання в розробці копалин техніки і технології руйнування вугілля, гірських порід високошвидкісними струменями безперервної, пульсової та імпульсної дії.
Розробляються технології підземної газифікація вугілля — сучасні газогенератори володіють потужністю для трансформації твердого палива у газ з продуктивністю від 60000 м³/год до 80000 м³/год. Техніка газифікації розвивається в напрямку підвищення продуктивності (до 200000 м³/год) і збільшення ККД (до 90%) шляхом підвищення температури і тиску при здійсненні цього технологічного процесу (до 2000 °С та 10 МПа відповідно). Постійно проводяться дослідження з підземної газифікації вугілля, видобуток яких з різних причин є економічно невигідним.
Видобування вугілля, що знаходиться на малих глибинах проводять також у вугільних розрізах (вугільних кар'єрах) — гірничих підприємствах, призначених для розробки твердого викопного палива відкритим способом.

### Видобування сланцевого газу
Не дивлячись на те, що сланцевий газ міститься у невеликих обсягах (0,2–3,2 млрд м³/км²), тим не менше, за рахунок розкриття великих площ можна отримувати значну кількість такого газу. Для видобування сланцевого газу використовують похило-скероване буріння (англ. directional drilling), гідравлічний розрив пластів (англ. hydraulic fracturing) й сейсмічне моделювання.

### Видобування природного газу
Природний газ знаходиться в земній корі на глибинах від 1000 метрів до декількох кілометрів. Газ добувають з надр землі за допомогою свердловин. Глибина сучасних свердловин сягає 7-8 км. Газ у надрах заповнює мікроскопічні порожнини (пори). Пори сполучені між собою мікроскопічними каналами — тріщинами. По цих каналах газ надходить з пор із вищим тиском у пори з нижчим тиском доти, поки не потрапить у свердловину.
Свердловини намагаються розмістити якомога рівномірніше на всій території родовища. Це робиться з метою забезпечення рівномірного падіння пластового тиску в покладі. Інакше можливі перетікання газу між областями родовища, а так само передчасне обводнювання покладу. Газ виходить з надр внаслідок того, що в шарі перебуває під тиском, що значно перевищує атмосферний. Таким чином, рушійною силою є різниця тисків газу у шарі і системі збору.

### Видобування торфу
У зв'язку з тим, що всі торф'яні родовища розташовані на земній поверхні, торф розробляють відкритим способом. Нарізний спосіб видобутку торфу (англ. peat cutting method) — старий, кустарний спосіб видобування торфу шляхом ручного нарізання торфових цеглин. Застосовувався на невеликих і неглибоких торфовищах. Практично повністю витіснено механізованими методами видобування. На сьогоднішній день розроблені і застосовуються дві основні схеми видобування торфу: відносно тонкими шарами з поверхні землі і глибокими кар'єрами на всю глибину торф'яного пласта. За першою з цих схем торф отримують, вирізаючи верхній шар, за другою — екскаваторним (або кусковим) способом. Відповідно способи видобування торфу поділяють на відрізний (фрезерний) і кусковий.

## Обмеженість та вичерпність ресурсів
Запаси викопного палива (викопних носіїв енергії), що зберігаються в землі, які перевірені, надійно доступні та можуть бути економічно видобуті за допомогою сучасних технологій, називаються енергетичними запасами. Припускаючи постійний попит на енергію та постійне використання, станом на 2020 рік відомих світових енергетичних запасів нафти та природного газу вистачить приблизно на 50 років кожного, а вугілля приблизно на 130 років. Однак Міжнародне енергетичне агентство (МЕА) припускає, що між 2008 і 2035 роками світовий попит на первинну енергію зросте на 36%.
Загальне споживання енергії у світі зростає приблизно на 2,3 % на рік.
Підтверджені запаси основних видів палива в 2005–2007 роках становили:
- Вугілля: 905 мільярдів тонн,[10] (4416 млрд барелів, 702,1 км³ у нафтовому еквіваленті)
- Нафта: від 1119 млрд до 1317 млрд барелів (177,9–209,4 км³)[11]
- Природний газ: 173–179 трильйонів кубічних метрів,[11] (1161 млрд барелів або 184,6 км³ у нафтовому еквіваленті)

Видобуток у 2006 році:
- Вугілля: 16,761 млн тонн,[13] (52 млн барелів або 8,3 млн м³ у нафтовому еквіваленті) на добу
- Нафта: 84 млн барелів або 13,4 млн м³ на добу[14]
- Природний газ: 2960 млрд м³[15] (19 млн барелів або 3 млн м³ у нафтовому еквіваленті) на добу

При вказаних рівнях запасів і видобутку палива виходячи із біогенного походження горючих корисних копалин вистачить на:
- Вугілля: 148 років
- Нафта: 43 роки
- Природний газ: 61 рік

При найоптимістичніших оцінках доведених запасів (Oil & Gas Journal, World Oil) палива виходячи із біогенного походження горючих корисних копалин вистачить на:
- Вугілля: 417 років
- Нафта: 43 роки
- Природний газ: 167 років

За даними авторитетної геологорозвідувальної компанії CGGVeritas (Франція), світові запаси вуглеводневих ресурсів за енергетичним еквівалентом розподіляються таким чином: звичайна нафта 23 %, природний газ 8 %, важка нафта 19 %, сланцевий газ 16 %, бітуми 15 %, метан вугільних пластів 12 %, газ в щільних породах 7 %. При цьому за межами аналізу компанії залишився метан газогідратів Світового океану, запаси якого можуть у декілька разів перебільшувати запаси традиційного природного газу. Ці дані свідчать, що вже в недалекому майбутньому нетрадиційні вуглеводні стануть основним енергетичним ресурсом людства, а вдосконалення технологій їх видобування стає провідним завданням сучасної науки і техніки.

## Застосування
Нафта та природний газ є основою сучасної енергетики і промисловості органічного синтезу. З нафти виробляють паливо для двигунів внутрішнього згоряння (бензин, гас, дизельне паливо), паливо для ТЕС (мазути), котельних установок, великий асортимент мастил, бітуми для шляхового покриття, сажі для гумової та електротехнічної промисловості, кокс для електродів і багато інших продуктів. З нафти та нафтопродуктів синтезовано більше 20 000 органічних сполук.
Вугілля. При коксуванні вугілля одержують до 1 000 різних речовин, які використовують у металургії, хімічній промисловості, сільському господарстві, на залізничному та автотранспорті.

## Промислове споживання
У країнах Східної Європи і пострадянського простору, включаючи Україну, щорічний приріст споживання нафти очікується на рівні 1,6 %, газу — 1%, вугілля — 0,4 %. В 2000–2003 рр. внутрішні потреби України в продуктах нафтопереробки можуть збільшитися в 1,5–2 рази в результаті розширення автомобільного парку, стабілізації роботи промислових підприємств та агропромислового комплексу. У 2020 р. у виробництві електроенергії на вугілля припадатиме 34,5 %, газ — 25 %, відновлювальні джерела енергії — 22 %, ядерне паливо — 9,5 %, нафту — 9 %.